# Кроли (Грузия)
Кроли (груз. ქროლი) — село в Грузии, на территории Харагаульского муниципалитета края (мхаре) Имеретия.

## География
Село находится в западной части Грузии, на правом берегу реки Чхеримелы, на расстоянии приблизительно 2 километров (по прямой) к северу от посёлка городского типа Харагаули, административного центра муниципалитета. Абсолютная высота — 493 метра над уровнем моря.

## Население
По результатам официальной переписи населения 2014 года, в Кроли проживало 49 человек (22 мужчины и 27 женщин). В национальной структуре населения грузины составляли 100 %, русские — 0,3 %.
| Год  | Население, человек |
| ---- | ------------------ |
| 2002 | 93                 |
| 2014 | ↘ 49               |